# Date (Fukushima)
Date (jap. 伊達市  Date-shi) – miasto w Japonii, na wyspie Honsiu, prefekturze Fukushima. Ma powierzchnię 265,12 km². W 2020 r. mieszkało w nim 58 240 osób, w 21 127 gospodarstwach domowych  (w 2010 r. 66 027 osób, w 20 851 gospodarstwach domowych) .

## Położenie
Miasto leży we wschodniej części prefektury, graniczy z miastami:
- Fukushima
- Sōma
- Shiroishi, prefektura Miyagi

## Historia
Date uzyskało status miasta 1 stycznia 2006. Powstało z połączenia miasteczek: Hobara, Yanagawa, Date, Ryōzen i Tsukidate.